# Villa del Conte
Villa del Conte (Viła 'l Conte in veneto) è un comune italiano di 5 626 abitanti a 25 km a nord del capoluogo di provincia.

## Geografia fisica
I fiumi che attraversano il pianeggiante territorio comitense, in direzione nord-ovest verso sud-est, sono:
- Tergola (fiume passante per il posto)
- Piovego di Villabozza (derivato dal Tergola)
- Ghebo Mussato
- Orcone
- Vandura (immissario del Tergola in località Torre di Burri)

## Storia
Le prime tracce di Villa Comitis sono desumibili da alcuni toponimi che ricordano la presenza romana e il graticolato Cittadella-Bassano entro cui sorse il villaggio. In diverse località, alla fine del XX secolo sono stati rinvenuti notevoli reperti archeologici di epoca romana.
Il paese fu punto d'attrazione di numerose famiglie padovane e successivamente veneziane grazie alla presenza del fiume Tergola che permetteva veloci collegamenti via acqua con Venezia. Già nel '400 sorsero numerose ville patrizie, alcune delle quali rimangono ancora oggi (palazzi Morosini-Carlon, Zara-Todesco, Dolfin, Sanudo-Piacentini).
Agli inizi del Novecento esisteva una località "Malcanton", omonima di una zona di Venezia, che corrispondeva all'attuale incrocio tra via degli Alpini e via Don G. Carrara (ex via Chiesa).
Villa del Conte, durante i combattimenti del primo conflitto mondiale, ha pagato un pesante tributo di vite umane. In piazza Vittoria, al centro del paese, è stato eretto un Monumento ai caduti. Le tristi vicende del secondo conflitto mondiale hanno avuto un'eco importante anche qui. Ad Abbazia Pisani sorge un monumento che ricorda le numerose vittime della rappresaglia nazi-fascista che il 29 aprile 1945 misero a ferro e fuoco la località, culminando nell'eccidio di Castello di Godego.
Il paese dopo la seconda guerra mondiale è stato interessato da una forte emigrazione verso i paesi del nord Europa: Germania, Svizzera, Austria.

### Simboli
Lo stemma e il gonfalone sono stati concessi con decreto del presidente della Repubblica del 24 marzo 1994.
Le spighe rappresentano la fiorente agricoltura della zona, mentre le quattro monete (bisanti) simboleggiano il commercio e le numerose imprese artigianali locali. I campi di verde sono stati introdotti con lo stemma approvato nel 1994, in sostituzione di altrettanti campi d'argento di un precedente emblema inquartato, proposto con una richiesta di concessione, senza esito, risalente al 1938. Nel primo quarto era raffigurato un sontuoso edificio, visto d'angolo, sinistrato da un campanile, su campagna alberata, il tutto al naturale, a ricordare l'ipotetica residenza in loco di Jacopo I da Carrara, figlio naturale di Francesco I (secolo XIV). Il quarto e ultimo quarto era d'argento pieno e originariamente doveva contenere un fascio littorio d'oro, a ricordo dell'origine romana del paese e simbolo dell'epoca di ideazione (1933-1943).
Il gonfalone è un drappo di azzurro.

## Monumenti e luoghi d'interesse
In località Borghetto, al confine con San Martino di Lupari e Santa Giustina in Colle, è presente la chiesa di San Massimo risalente verosimilmente al X-XI secolo.
Splendido monumento settecentesco la chiesa parrocchiale dei Santi Giuseppe e Giuliana di Villa del Conte, progettata dal parroco di allora don Giuseppe Carrara. Al suo interno si trovano alcune tele del grande pittore veneziano Palma il Giovane, e dei friulani Nicola Grassi e Ascanio Spineda, oltre ad un raffinatissimo tabernacolo intarsiato e alcune statue di Antonio Bonazza. Il tempio, arricchito di pregevoli stucchi, è a croce latina e a navata unica. Possiede due organi, uno splendido Bazzani del 1839 recentemente ripristinato da Alessio Lucato in cantoria sopra l'ingresso principale e nel transetto, a pavimento, un organo corale della ditta tedesca Walcker Orgelbau.
Il prof. Romeo Sandrin ha donato al comune di Villa del Conte varie opere tra cui anche il Monumento al bersagliere di via Carrara, già via Chiesa (in passato passava per quella che allora si chiamava località Malcantòn).

## Società

### Evoluzione demografica
Abitanti censiti

## Infrastrutture e trasporti

### Ferrovie
Villa del Conte dispone di una propria stazione ferroviaria che si trova sulla ferrovia Bassano del Grappa-Padova ubicata nella frazione Abbazia Pisani.

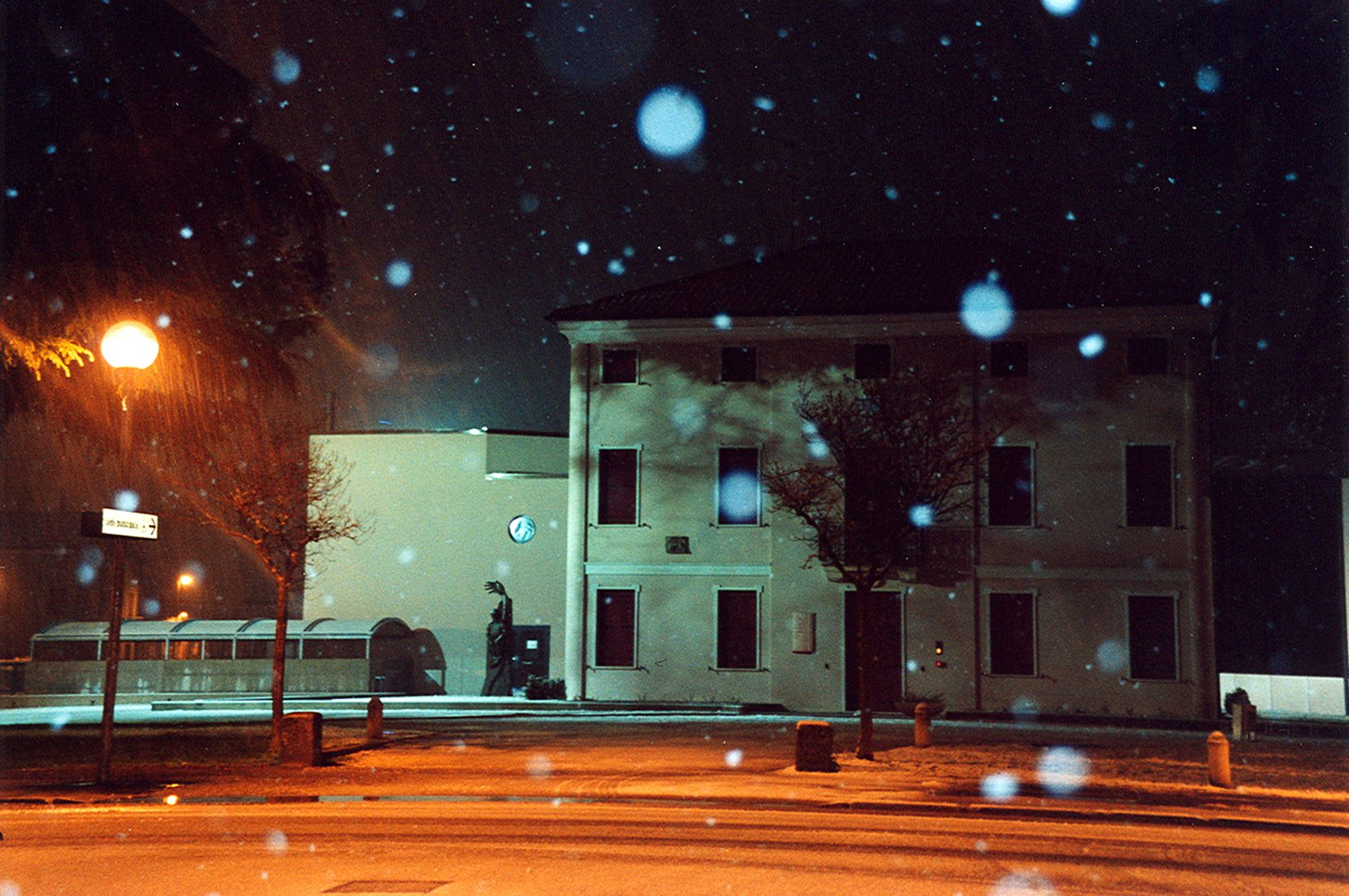
Il municipio di Villa del Conte durante una nevicata notturna nel 2004.